# Begonia muricata
Espèce
Synonymes
- Begonia robusta var. rubra (Blume) Warb.[1]
- Begonia saxatilis Blume[2] [1]
- Begonia vuijckii Koord.[1]
- Casparya robusta var. rubra (Blume) A.DC.[1]
- Diploclinium rubrum (Blume) Miq.[1]
- Diploclinium saxatile (Blume) Miq.[1]
- Sphenanthera robusta var. rubra (Blume) Hassk.[1]

Begonia muricata est une espèce de plantes de la famille des Begoniaceae. Ce bégonia est originaire d'Indonésie. L'espèce fait partie de la section Jackia. Elle a été décrite en 1823 par Carl Ludwig Blume (1789-1862). L'épithète spécifique muricata signifie « aux pointes dures et rugueuses ».
En 2018, l'espèce a été assignée à une nouvelle section Jackia, au lieu de la section Reichenheimia.

## Répartition géographique
Cette espèce est originaire du pays suivant : Indonésie.